# Morkarla kyrka
Morkarla kyrka är en kyrkobyggnad i Morkarla i Uppsala stift och tillhör Dannemorabygdens församling.

## Kyrkobyggnaden
Morkarla kyrka har rektangulärt långhus med rakslutet korparti, sakristia i norr och vapenhus i söder. Kyrkan uppfördes under senmedeltiden, men sakristian är dock äldre, och härstammar eventuellt från 1200-talet eller 1300-talet. De blottade murarna består av natursten, tegel har använts till omfattningar samt översta delarna av långhusets och vapenhusets gavelrösten. Kyrkan täcks av ett brant sadeltak, den vitputsade sakristian har brutet och valmat tak. Kyrkorummet nås via vapenhuset. Kyrkans medeltida exteriör är välbevarad. Fönstren förstorades 1745, och sakristians nuvarande tak tillkom vid en ombyggnad 1778. Interiören präglas främst av kalkmålningarna, som enligt Rhezelius utfördes 1584 av Erik Nilsson från Gävle. 1897 förändrades interiören i nygotisk stil vid en restaurering under ledning av arkitekten J. A. Ekholm. Kyrkans ursprungliga karaktär återställdes i möjligaste mån vid en omfattande restaurering 1955 - 1956 efter program av arkitekten Erik Fant. Östfönstrets insida murades igen, målningarna, som överkalkades första gången 1740, avtäcktes och konserverades, bänkinredningen gjordes om, och fick bänkdörrar som kopior av gamla bevarade dörrar från 1750. Vidare tillkom bänkpyramider efter ritningar av arkitekten Jörgen Fåk.

## Inventarier
- Dopfunten från 1200-talet är kyrkans äldsta inventarium. Funten är gjord av grå sandsten och har en rödskiftande cuppa av marmor.
- Predikstolen tillverkades 1622 och flyttades 1778 till kyrkorummets norra sida. 1897 försågs den med ett ljudtak, men vid restaureringen 1956 när predikstolen skulle återställas till ursprungligt skick togs ljudtaket bort.
- Altartavlan är ett svenskt arbete från mitten av 1700-talet av en okänd konstnär. Dess motiv är Jesu sista måltid med lärjungarna före korsfästelsen.

## Orgel
- En tidigare orgel byggdes av Anders Victor Lundahl, Malmö, under 1800-talet, och blev ombyggd av orgelbyggaren Norblom oktober 1904 samt avsynad och godkänd av Musikdirektör Emil Andreas Anjou i Hille.[1]
- Nuvarande orgel byggdes 1957 av Grönlunds Orgelbyggeri.[2][3]

| Bröstverk (I) | Huvudverk (II)  | Pedal        | Koppel |
| ------------- | --------------- | ------------ | ------ |
| Gedackt 8'    | Rörflöjt 8'     | Sordun 16'   | II/I   |
| Kvintadena 4' | Principal 4'    | Subbas 8'    | I/P    |
| Principal 2'  | Gedackt 4'      | Nachthorn 2' | II/P   |
| Nasard 1 1/3' | Blockflöjt 2'   | Skalmeja 4'  |        |
| Krumhorn 8'   | Mixtur 3-4 chor |              |        |
| Tremulant     |                 |              |        |

## Omgivning
- På en liten kulle vid kyrkplatsen står en klockstapel, uppförd 1748. I stapeln hänger två klockor. Storklockan är från 1500-talet medan lillklockan är från 1731. Den göts av Meyers klockgjuteri och var en gåva av Ludvig de Geer.
- Väster om kyrkan vid skogsbrynet ligger församlingshemmet som färdigställdes 1937.

## Bildgalleri

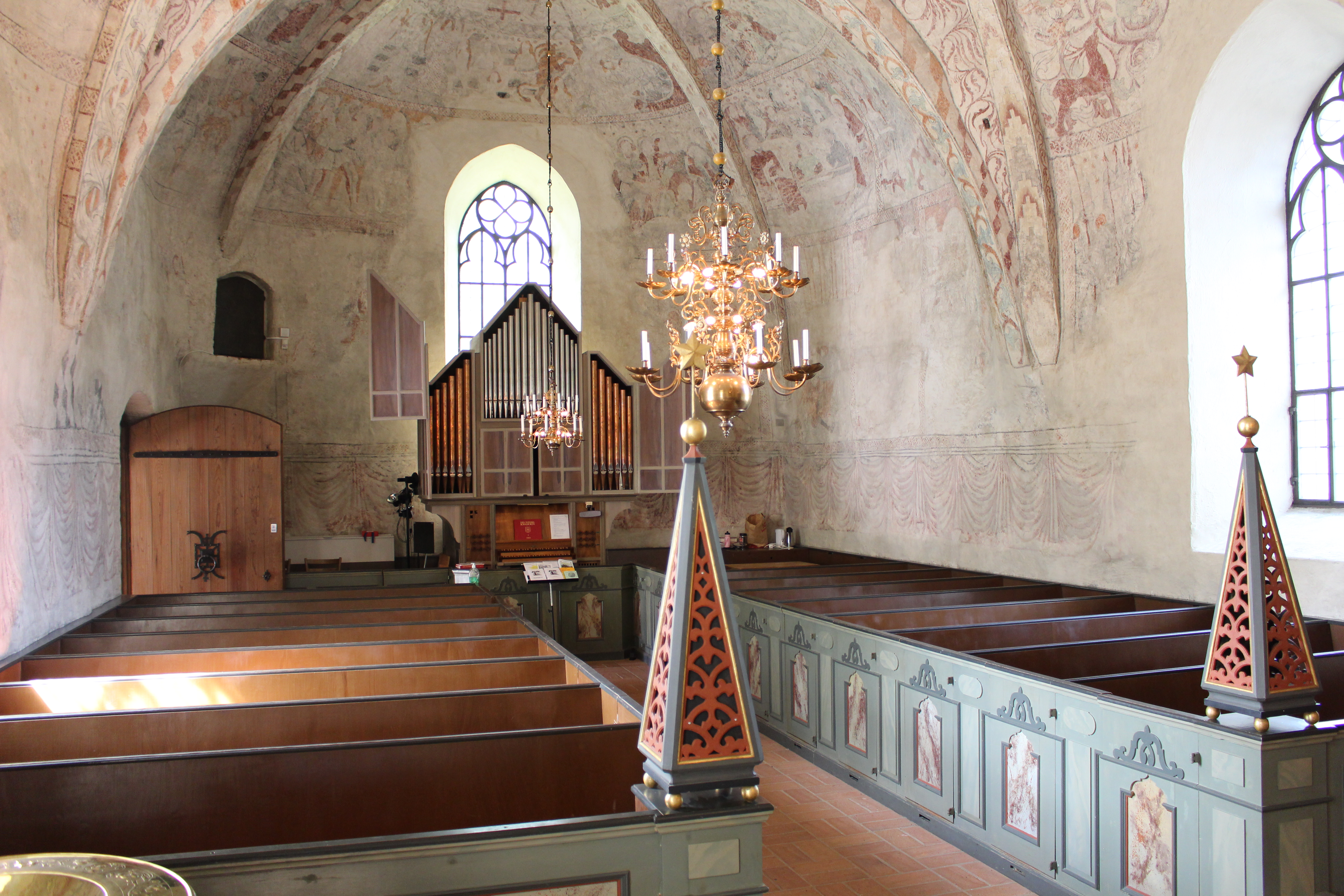
Kyrkorum mot väster
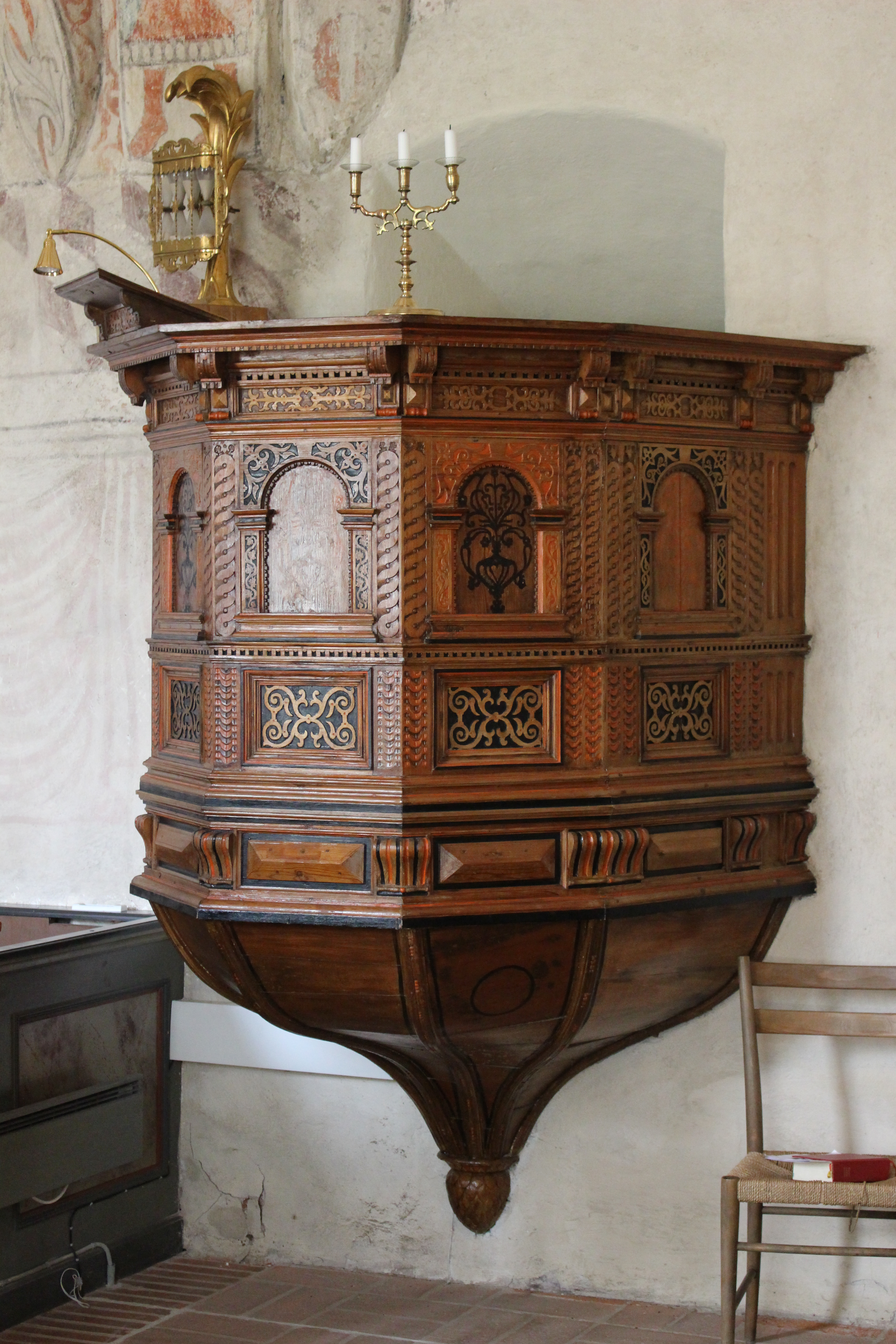
Predikstol
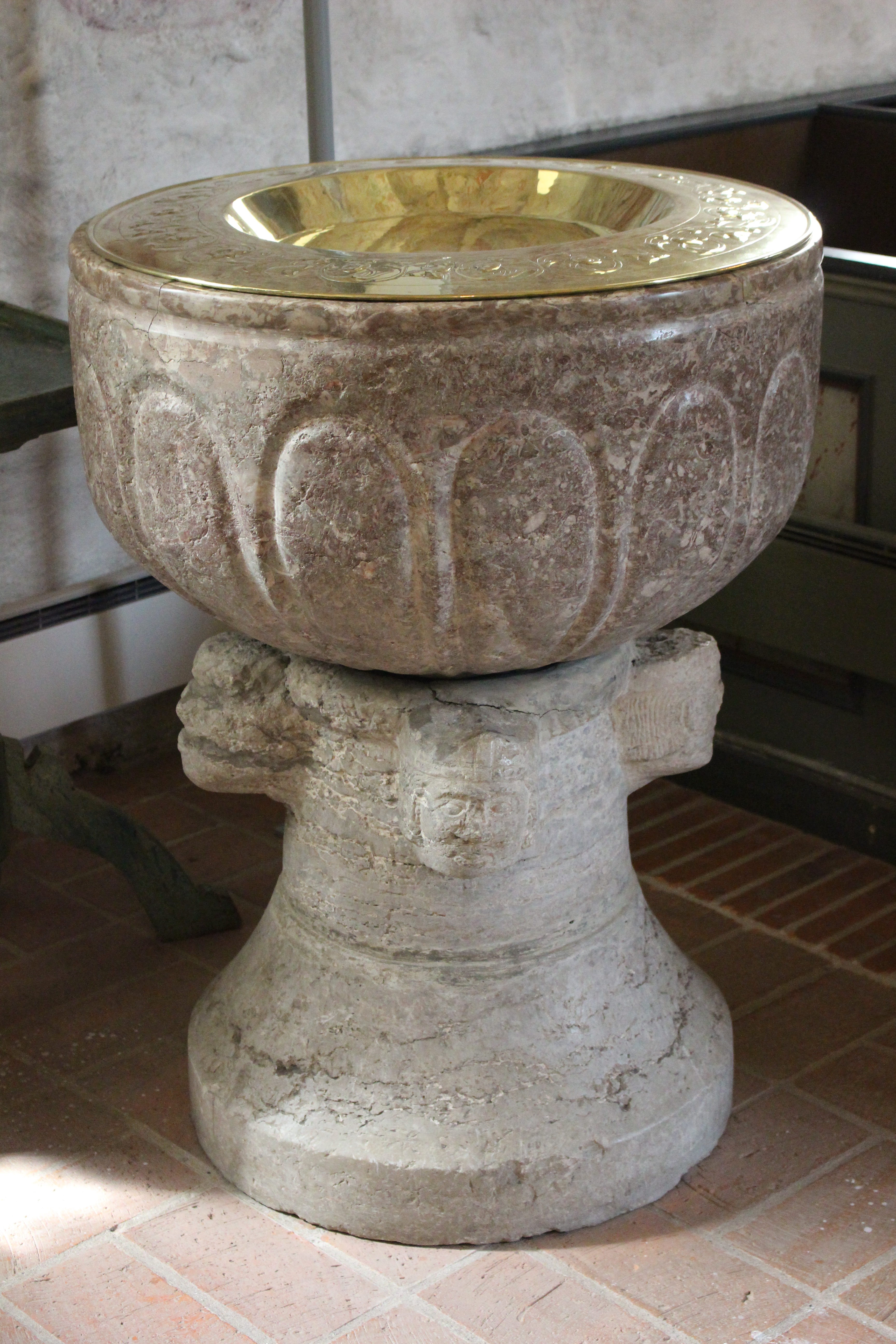
Dopfunt
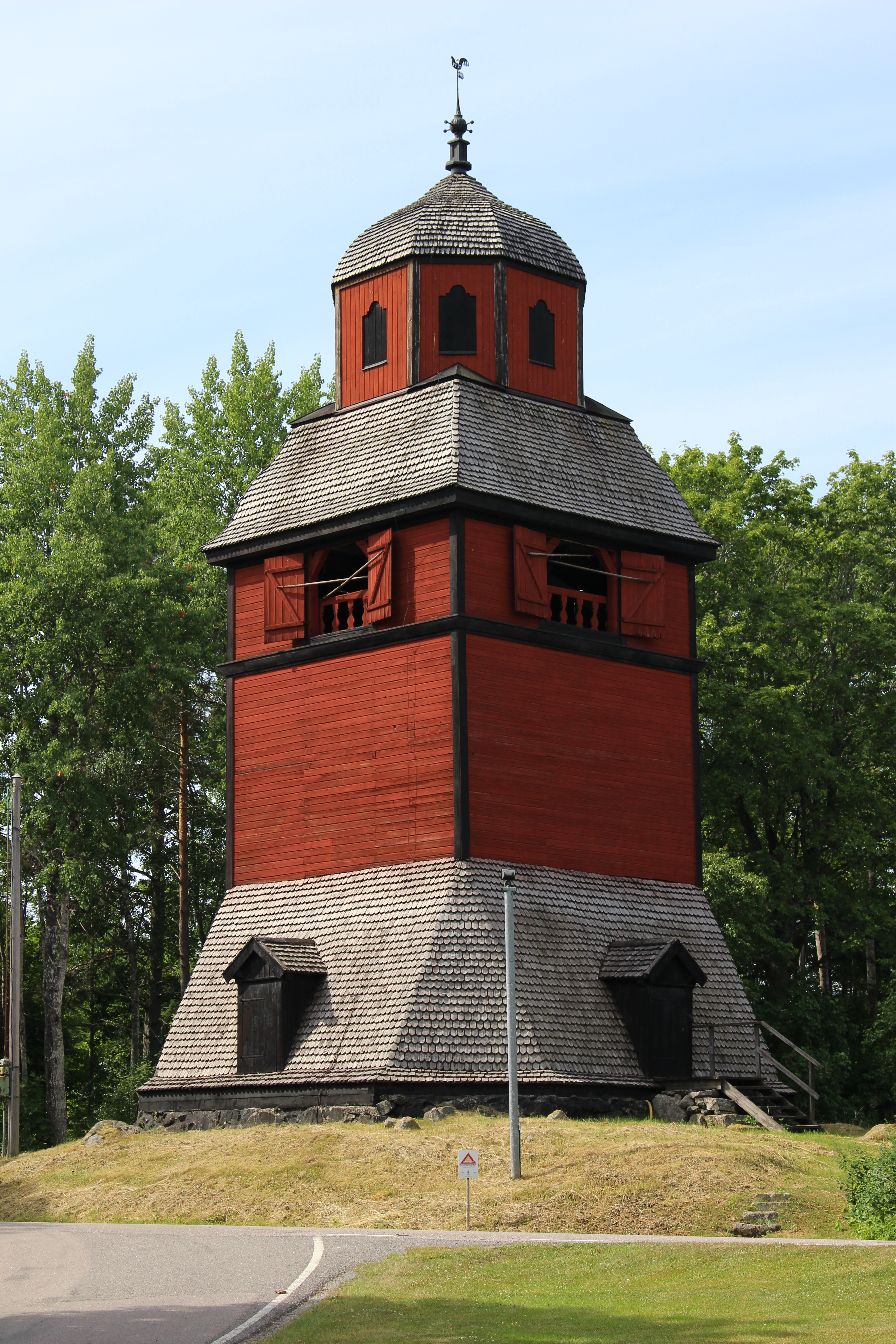
Klockstapeln söder om kyrkan
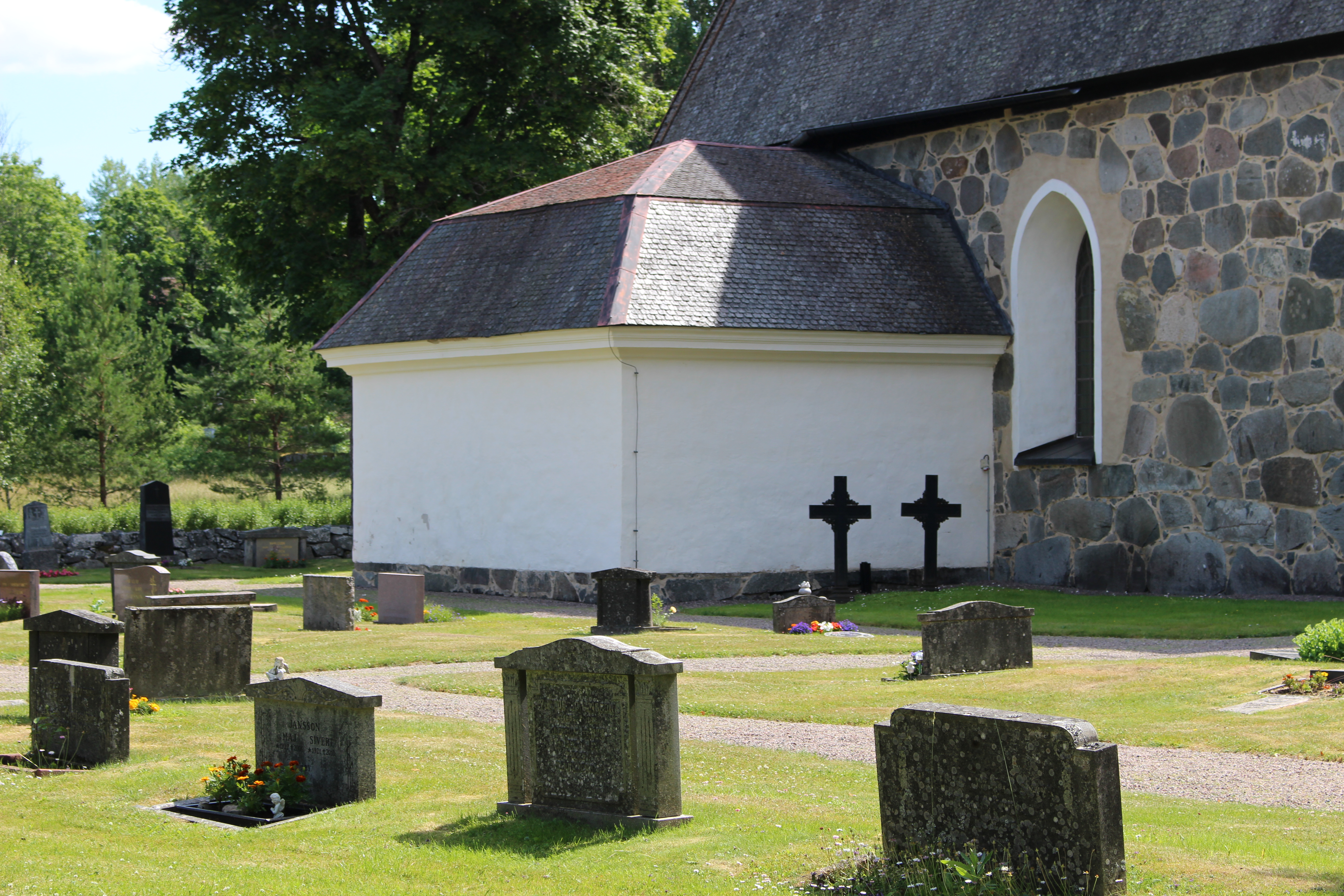
Sakristian